# Cúp quốc gia Scotland 2013–14
Cúp quốc gia Scotland 2013–14 là mùa giải thứ 129 của giải đấu bóng đá loại trực tiếp uy tín nhất Scotland. Giải đấu khởi tranh từ ngày 14 tháng Chín và kết thúc vào ngày 17 tháng 5 năm 2014. Giải được tài trợ bởi công ty làm sách William Hill trong mùa giải thứ ba của hợp đồng tài trợ 5 năm sau khi thỏa thuận kéo dài thêm 2 năm được đồng ý, và còn có tên là Cúp quốc gia Scotland William Hill. Đội chiến thắng sẽ được quyền tham gia vào vòng loại thứ Hai của UEFA Europa League 2014–15. Năm nay là lần đầu tiên kể từ Chung kết Cúp quốc gia Scotland 1998 mà trận chung kết sẽ diễn ra tại sân Celtic Park.
St Johnstone giành Cúp quốc gia Scotland đầu tiên sau chiến thắng 2-0 trước Dundee United trong trận chung kết.

## Thể thức và lịch thi đấu
36 đội tham gia vào vòng Một, 16 đội từ Highland League, 3 đội giành quyền từ Junior và 17 đội khác thuộc Hiệp hội bóng đá Scotland. Các đội bóng Scottish League Two tham gia vòng Hai cùng với 2 đội có thứ hạng cao nhất của Highland League mùa trước và đội vô địch của các giải South of Scotland League và East of Scotland League. Các đội bóng của Scottish League One và 6 đội Scottish Championship sẽ tham gia từ vòng Ba, trong khi 4 đội Championship còn lại và tất cả các đội Scottish Premiership tham gia từ vòng Bốn.
Lịch thi đấu mùa giải 2013–14 như sau:
| Vòng      | Ngày bốc thăm               | Ngày thi đấu đầu tiên                     | Số trận đấu | Số trận đấu | Số đội tham gia |
| Vòng      | Ngày bốc thăm               | Ngày thi đấu đầu tiên                     | Ban đầu     | Đấu lại     |                 |
| --------- | --------------------------- | ----------------------------------------- | ----------- | ----------- | --------------- |
| Vòng Một  | Thứ Năm 8 tháng 8 năm 2013  | Thứ Bảy 14 tháng 9 năm 2013               | 18          | 2           | 82 → 64         |
| Vòng Hai  | Thứ Hai 16 tháng 9 năm 2013 | Thứ Bảy 5 tháng 10 năm 2013               | 16          | 6           | 64 → 48         |
| Vòng Ba   | Thứ Hai 7 tháng 10 năm 2013 | Thứ Bảy 2 tháng 11 năm 2013               | 16          | 3           | 48 → 32         |
| Vòng Bốn  | Thứ Ba 5 tháng 11 năm 2013  | Thứ Sáu 29 tháng 11 năm 2013              | 16          | 4           | 32 → 16         |
| Vòng Năm  | Thứ Hai 2 tháng 12 năm 2013 | Thứ Sáu 7 tháng 2 năm 2014                | 8           | 0           | 16 → 8          |
| Tứ kết    | Chủ Nhật 9 tháng 2 năm 2014 | Thứ Bảy 8 tháng 3 năm 2014                | 4           | 1           | 8 → 4           |
| Bán kết   | Chủ Nhật 9 tháng 3 năm 2014 | Thứ Bảy 12 & Chủ Nhật 13 tháng 4 năm 2014 | 2           | N/A         | 4 → 2           |
| Chung kết | N/A                         | Thứ Bảy 17 tháng 5 năm 2014               | 1           | N/A         | 2 → 1           |

## Vòng Một
Lễ bốc thăm vòng Một diễn ra vào ngày 8 tháng 8 năm 2013 tại Hampden Park, lúc 1:15pm.
Vòng này có sự tham gia của các đội bóng sau:
- 15 đội SFA đến từ Highland Football League: (Brora Rangers, Buckie Thistle, Clachnacuddin, Deveronvale, Forres Mechanics, Fort William, Fraserburgh, Huntly, Inverurie Loco Works, Keith, Lossiemouth, Nairn County, Rothes, Turriff United và Wick Academy)
- 5 đội SFA đến từ East of Scotland League: (Burntisland Shipyard, Civil Service Strollers, Coldstream, Edinburgh University, Hawick Royal Albert)
- 3 đội SFA đến từ South of Scotland League: (Newton Stewart, St Cuthbert Wanderers, Wigtown & Bladnoch)
- 7 đội SFA đến từ Lowland Football League: (Edinburgh City, Gala Fairydean Rovers, Preston Athletic, Selkirk, Spartans, Threave Rovers, Vale of Leithen)
- 3 đội SFA đến từ các giải khác: (Girvan, Glasgow University, Golspie Sutherland)
- 3 đội giành quyền từ Scottish Junior Football Association: (Auchinleck Talbot, Culter, Linlithgow Rose)

| 14 tháng 9 năm 2013 | Edinburgh University | 0 – 2 | Spartans                | East Peffermill, Edinburgh |  |
| 15:00               |                      | ESPN  | 35', 43' Donal Henretty | Trọng tài: Colin Steven    |  |

| 14 tháng 9 năm 2013 | Threave Rovers                              | 3 – 0 | Rothes | Meadow Park, Castle Douglas |  |
| 15:00               | Steven Degnan 55', 62' · Shaun Milligan 81' | ESPN  |        | Trọng tài: David McKniff    |  |

| 14 tháng 9 năm 2013 | Golspie Sutherland | 0 – 4 | Edinburgh City                                | King George V Park, Golspie |  |
| 15:00               |                    | ESPN  | 9', 13', 48' Ian McFarland · 60' Grant Vanson | Trọng tài: Graham Fraser    |  |

| 14 tháng 9 năm 2013 | Huntly                                                       | 3 – 4 | Preston Athletic                                                 | Christie Park, Huntly |  |
| 15:00               | Andrzej Kleczkowski 4' · Alex Thoirs 44' · Marek Mádle51 88' | ESPN  | 51' Michael Osbourne · 68', 69' Gary McCormack · 78' Sean Martin | Trọng tài: Andy Milne |  |

| 14 tháng 9 năm 2013 | Coldstream | 0 – 6 | Wick Academy                                                                   | Home Park, Coldstream |  |
| 15:00               |            | ESPN  | 12', 30' David Allan · 60' Gary Weir · 65' Sam Mackay · 82', 90' Craig Shearer | Trọng tài: Gavin Ross |  |

| 14 tháng 9 năm 2013 | Girvan           | 1 – 5 | Auchinleck Talbot                                                   | Hamilton Park, Girvan  |  |
| 15:00               | Craig Harvey 58' | ESPN  | 8' David Gormley · 40', 51', 69' Keir Milliken · 88' Michael McCann | Trọng tài: Steven Reid |  |

| 14 tháng 9 năm 2013 | Selkirk          | 1 – 3 | Turriff United                                   | Yarrow Park, Selkirk    |  |
| 15:00               | Jacob Crolla 58' | ESPN  | 30' Cammy Bowden · 75', 81' (ph.đ.) Gary McGowan | Trọng tài: Gavin Duncan |  |

| 14 tháng 9 năm 2013 | Fort William | 0 – 0 | Newton Stewart | Claggan Park, Fort William |  |
| 15:00               |              | ESPN  |                | Trọng tài: Craig Napier    |  |

| 14 tháng 9 năm 2013 | Forres Mechanics                                       | 4 – 5 | Keith                                                                       | Mosset Park, Forres    |  |
| 15:00               | Lee Fraser 13' · Neil Whyte 20', 44' · Simon Allan 48' | ESPN  | 35' Martin Wood · 41' (ph.đ.), 60' Jonathan Smith · 62', 78' Andy MacAskill | Trọng tài: Morag Pirie |  |

| 14 tháng 9 năm 2013 | Fraserburgh                                    | 4 – 0 | Civil Service Strollers | Bellslea Park, Fraserburgh |  |
| 15:00               | Scott Barbour 54', 57', 88' · William West 82' | ESPN  |                         | Trọng tài: Martin Kerrigan |  |

| 14 tháng 9 năm 2013 | Gala Fairydean Rovers                                | 3 – 1 | Glasgow University | Netherdale, Galashiels    |  |
| 15:00               | Marc Berry 26' · Jason Inglis 75' · Stuart Noble 86' | ESPN  | 2' Paul Gallagher  | Trọng tài: James Campbell |  |

| 14 tháng 9 năm 2013 | Wigtown & Bladnoch                                     | 3 – 4 | Buckie Thistle                                                              | Trammandford Park, Wigtown |  |
| 15:00               | Ian Miller 75' · Adam Dougan 85' · Robert Jamieson 90' | ESPN  | 2' Lewis MacKinnon · 23' Fraser Forbes · 29' Chris Angus · 47' Jamie Shewan | Trọng tài: Steven Kirkland |  |

| 14 tháng 9 năm 2013 | Brora Rangers     | 1 – 0 | Vale of Leithen | Dudgeon Park, Brora  |  |
| 15:00               | Steven MacKay 90' | ESPN  |                 | Trọng tài: Craig Sim |  |

| 14 tháng 9 năm 2013 | Deveronvale                                                                          | 5 – 0 | Clachnacuddin | Princess Royal Park, Banff |  |
| 15:00               | Martin Charlesworth 10' · Shawn Scott 44', 69' · Graeme Rodger 52' · Graeme Watt 89' | ESPN  |               | Trọng tài: Thomas Shaw     |  |

| 14 tháng 9 năm 2013 | Inverurie Loco Works                      | 3 – 0 | Burntisland Shipyard | Harlaw Park, Inverurie  |  |
| 15:00               | Dean Donaldson 35', 53' · Andy Hunter 89' | ESPN  |                      | Trọng tài: Mike Roncone |  |

| 14 tháng 9 năm 2013 | Hawick Royal Albert | 0 – 1 | St Cuthbert Wanderers | Albert Park, Hawick    |  |
| 15:00               |                     | ESPN  | 30' Grant Middlemiss  | Trọng tài: Mike Taylor |  |

| 14 tháng 9 năm 2013 | Lossiemouth | 0 – 0 | Culter | Grant Park, Lossiemouth  |  |
| 15:00               |             | ESPN  |        | Trọng tài: Graham Beaton |  |

| 14 tháng 9 năm 2013 | Linlithgow Rose                                  | 2 – 0 | Nairn County | Prestonfield, Linlithgow |  |
| 15:00               | Wayne Mackintosh 26' (l.n.) · Steven Meechan 85' | ESPN  |              |                          |  |

### Đấu lại
| 21 tháng 9 năm 2013 | Culter                                      | 3 – 1 | Lossiemouth        | Crombie Park, Peterculter |  |
| 15:00               | George McBain 65', 86' · Allan Youngson 90' | ESPN  | 50' Willie Mathers | Trọng tài: Graham Beaton  |  |

| 21 tháng 9 năm 2013 | Newton Stewart          | 3 – 1 | Fort William     | Trammondford Park, Wigtown |  |
| 15:00               | Liam Muir 30', 38', 70' | ESPN  | 62' Darren Quigg | Trọng tài: Craig Napier    |  |

## Vòng Hai
Lễ bốc thăm vòng Hai diễn ra vào ngày 16 tháng 9 năm 2013 tại Hampden Park.
Tất cả 10 đội của Scottish League Two tham gia từ vòng này, cùng với các đội vô địch của South of Scotland League (Dalbeattie Star) và East of Scotland League (Whitehill Welfare), cũng như các đội vô địch và á quân của Highland League (Cove Rangers và Formartine United).
| 5 tháng 10 năm 2013 | Gala Fairydean Rovers | 0 – 3  | Clyde | Netherdale, Galashiels |  |
| 15:00               |                       | Report |       |                        |  |

| 5 tháng 10 năm 2013 | Turriff United | 4 – 2  | Wick Academy | The Haughs, Turriff |  |
| 15:00               |                | Report |              |                     |  |

| 5 tháng 10 năm 2013 | Albion Rovers | 1 – 0  | Spartans | Cliftonhill Stadium, Coatbridge |  |
| 15:00               |               | Report |          |                                 |  |

| 5 tháng 10 năm 2013 | Queen's Park | 2 – 2  | Preston Athletic | Hampden Park, Glasgow |  |
| 15:00               |              | Report |                  |                       |  |

| 5 tháng 10 năm 2013 | Brora Rangers | 1 – 1  | Cove Rangers | Dudgeon Park, Brora |  |
| 15:00               |               | Report |              |                     |  |

| 5 tháng 10 năm 2013 | Dalbeattie Star | 0 – 1  | Montrose | Islecroft Stadium, Dalbeattie |  |
| 15:00               |                 | Report |          |                               |  |

| 5 tháng 10 năm 2013 | Edinburgh City | 4 – 4  | Fraserburgh | Meadowbank Stadium, Edinburgh |  |
| 15:00               |                | Report |             |                               |  |

| 5 tháng 10 năm 2013 | Berwick Rangers | 2 – 1  | Peterhead | Shielfield Park, Tweedmouth |  |
| 15:00               |                 | Report |           |                             |  |

| 5 tháng 10 năm 2013 | Keith | 0 – 4  | Elgin City | Kynoch Park, Keith |  |
| 15:00               |       | Report |            |                    |  |

| 6 tháng 10 năm 2013 | East Stirlingshire | 6 – 0  | Threave Rovers | Ochilview Park, Stenhousemuir |  |
| 15:00               |                    | Report |                |                               |  |

| 5 tháng 10 năm 2013 | Stirling Albion | 2 – 2  | Whitehill Welfare | Forthbank Stadium, Stirling |  |
| 15:00               |                 | Report |                   |                             |  |

| 5 tháng 10 năm 2013 | Auchinleck Talbot | 4 – 0  | St Cuthbert Wanderers | Beechwood Park, Auchinleck |  |
| 15:00               |                   | Report |                       |                            |  |

| 5 tháng 10 năm 2013 | Formartine United | 0 – 2  | Inverurie Loco Works | North Lodge Park, Pitmedden |  |
| 15:00               |                   | Report |                      |                             |  |

| 5 tháng 10 năm 2013 | Newton Stewart | 0 – 6  | Culter | Trammondford Park, Wigtown |  |
| 15:00               |                | Report |        |                            |  |

| 5 tháng 10 năm 2013 | Buckie Thistle | 0 – 0  | Annan Athletic | Victoria Park, Buckie |  |
| 15:00               |                | Report |                |                       |  |

| 5 tháng 10 năm 2013 | Deveronvale | 2 – 2  | Linlithgow Rose | Princess Royal Park, Banff |  |
| 15:00               |             | Report |                 |                            |  |

### Đấu lại
| 12 tháng 10 năm 2013 | Cove Rangers | 0 – 3  | Brora Rangers                                     | Allan Park, Aberdeen   |  |
| 15:00                |              | Report | Sutherland 32' (ph.đ.) · Mackay 68' · Maclean 82' | Trọng tài: Thomas Shaw |  |

| 12 tháng 10 năm 2013 | Fraserburgh   | 2 – 0  | Edinburgh City | Bellslea Park, Fraserburgh |  |
| 15:00                | West 61', 76' | Report |                | Trọng tài: Steven Reid     |  |

| 12 tháng 10 năm 2013 | Linlithgow Rose | 1 – 3  | Deveronvale                                       | Prestonfield, Linlithgow |  |
| 15:00                | Smith 5'        | Report | Cowie 27' · Fraser 75' · Charlesworth 82' (ph.đ.) | Trọng tài: David Munro   |  |

| 12 tháng 10 năm 2013 | Preston Athletic | 1 – 2  | Queen's Park     | Pennypit Park, Prestonpans |  |
| 15:00                | Ramsay 50'       | Report | Spittal 13', 38' | Trọng tài: Nick Walsh      |  |

| 12 tháng 10 năm 2013 | Whitehill Welfare | 1 – 2  | Stirling Albion              | Ferguson Park, Rosewell |  |
| 15:00                | Bishop 44' (l.n.) | Report | White 31' · Cunningham 90+4' | Trọng tài: Colin Steven |  |

| 19 tháng 10 năm 2013 | Annan Athletic                                  | 4 – 0  | Buckie Thistle | Galabank, Annan          |  |
| 15:00                | Alistair Love, Matt Flynnm (x2), Kenneth Mackay | Report |                | Trọng tài: Euan Anderson |  |

## Vòng Ba
16 đội tham gia vào vòng Ba: 10 đội của Scottish League One cùng với 6 đội của Scottish Championship.
Lễ bốc thăm vòng Ba diễn ra vào ngày 7 tháng 10 năm 2013 lúc 1:00pm tại Hampden Park trực tiếp trên kênh YouTube chính thức của Cúp quốc gia Scotland.
| 2 tháng 11 năm 2013 | Forfar Athletic | 2 – 1 | East Fife | Station Park, Forfar |
| 15:00               |                 |       |           |                      |

| 2 tháng 11 năm 2013 | Culter | 1 – 1 | Berwick Rangers | Crombie Park, Peterculter |
| 14:00               |        |       |                 |                           |

| 2 tháng 11 năm 2013 | Elgin City | 3 – 5 | Dunfermline Athletic | Borough Briggs, Elgin |
| 15:00               |            |       |                      |                       |

| 2 tháng 11 năm 2013 | Stranraer | 2 – 2 | Auchinleck Talbot | Stair Park, Stranraer |
| 15:00               |           |       |                   |                       |

| 2 tháng 11 năm 2013 | Alloa Athletic | 3 – 0 | Inverurie Loco Works | Recreation Park, Alloa |
| 15:00               |                |       |                      |                        |

| 2 tháng 11 năm 2013 | Ayr United | 3 – 2 | Queen's Park | Somerset Park, Ayr |
| 15:00               |            |       |              |                    |

| 1 tháng 11 năm 2013 | Rangers                       | 3 – 0          | Airdrieonians | Ibrox Stadium, Glasgow                        |  |
| 19:45               | Daly 48', 51' · Templeton 79' | Rangers Report |               | Lượng khán giả: 22,533 Trọng tài: John Beaton |  |

| 2 tháng 11 năm 2013 | Dumbarton | 2 – 1 | Cowdenbeath | The Bet Butler Stadium, Dumbarton |
| 15:00               |           |       |             |                                   |

| 2 tháng 11 năm 2013 | Arbroath | 0 – 2 | Brechin City | Gayfield Park, Arbroath |
| 15:00               |          |       |              |                         |

| 2 tháng 11 năm 2013 | Stenhousemuir | 2 – 2 | Annan Athletic | Ochilview Park, Stenhousemuir |
| 15:00               |               |       |                |                               |

| 2 tháng 11 năm 2013 | Fraserburgh | 2 – 1 | Montrose | Bellslea Park, Fraserburgh |
| 15:00               |             |       |          |                            |

| 2 tháng 11 năm 2013 | Turriff United | 0 – 3 | Stirling Albion | The Haughs, Turriff |
| 15:00               |                |       |                 |                     |

| 3 tháng 11 năm 2013 | East Stirlingshire | 0 – 2      | Raith Rovers                   | Ochilview Park, Stenhousemuir |  |
| 15:00               |                    | BBC Report | Smith 48' · McGowan 80' (l.n.) | Trọng tài: Don Robertson      |  |

| 2 tháng 11 năm 2013 | Albion Rovers | 1 – 0 | Deveronvale | Cliftonhill Stadium, Coatbridge |
| 15:00               |               |       |             |                                 |

| 2 tháng 11 năm 2013 | Clyde | 2 – 1 | Brora Rangers | Broadwood Stadium, Cumbernauld |
| 15:00               |       |       |               |                                |

| 2 tháng 11 năm 2013 | Queen of the South | 1 – 0 | Hamilton Academical | Palmerston Park, Dumfries |
| 15:00               |                    |       |                     |                           |

### Đấu lại
| 9 tháng 11 năm 2013 | Auchinleck Talbot    | 2 – 3      | Stranraer                      | Beechwood Park, Auchinleck  |  |
| 14:00               | Latta 59′ Gormley 77 | BBC Report | Longworth 5′, 31′ Gallagher 88 | Trọng tài: Craig Charleston |  |

| 9 tháng 11 năm 2013 | Berwick Rangers                    | 3 – 1      | Culter             | Shielfield Park, Berwick-upon-Tweed |  |
| 15:00               | O'Brien 17′ Dalziel 51′ Lavery 85′ | BBC Report | Youngson 82′ (pen) | Trọng tài: Gavin Ross               |  |

| 12 tháng 11 năm 2013 | Annan Athletic         | 2 – 4 (s.h.p.) | Stenhousemuir                                                               | Galabank, Annan       |  |
| 19:30                | Todd 32' · Hopkirk 50' | BBC Report     | Gemmell 78' (ph.đ.) · Dickson 90' · McMillan 97' · Lynch 105' · McNeil 107' | Trọng tài: Des Roache |  |

## Vòng Bốn
Tất các 12 đội của Scottish Premiership tham gia vòng này cùng với 4 đội Scottish Championship chưa thi đấu ở vòng Ba.
Lễ bốc thăm vòng Bốn diễn ra vào ngày 5 tháng 11 năm 2013 lúc 12:00pm tại Hampden Park trực tiếp trên Sky Sports News.
| 30 tháng 11 năm 2013 | Falkirk       | 0 – 2      | Rangers                   | Falkirk Stadium, Falkirk                      |  |
| 12:15                | McCracken 57' | BBC Report | Law 89' · Templeton 90+3' | Lượng khán giả: 6,228 Trọng tài: Brian Colvin |  |

| 30 tháng 11 năm 2013 | Albion Rovers   | 1 – 0      | Motherwell | New Douglas Park, Hamilton                     |  |
| 15:00                | G. Phillips 90' | BBC Report |            | Lượng khán giả: 2,950 Trọng tài: Euan Anderson |  |

| 30 tháng 11 năm 2013 | Berwick Rangers | 1 – 3      | Dumbarton                                       | Shielfield Park, Berwick-upon-Tweed       |  |
| 15:00                | Currie 8'       | BBC Report | Prunty 30' (ph.đ.) · Megginson 43' · Linton 56' | Lượng khán giả: 406 Trọng tài: Des Roache |  |

| 30 tháng 11 năm 2013 | Clyde         | 1 – 1      | Stranraer     | Broadwood Stadium, Cumbernauld           |  |
| 15:00                | MacDonald 15' | BBC Report | Longworth 44' | Lượng khán giả: 681 Trọng tài: Alan Muir |  |

| 29 tháng 11 năm 2013 | Dundee United                                                               | 5 – 2      | Kilmarnock                 | Tannadice Park, Dundee                        |  |
| 19:45                | Robertson 27', 75' · Armstrong 64' · Graham 82' (ph.đ.) · Mackay-Steven 84' | BBC Report | Barr 48' · C. Johnston 50' | Lượng khán giả: 6,979 Trọng tài: Calum Murray |  |

| 30 tháng 11 năm 2013 | Queen of the South      | 2 – 2      | St Mirren                | Palmerston Park, Dumfries                     |  |
| 15:00                | Russell 35' · Paton 72' | BBC Report | Newton 9' · Thompson 51' | Lượng khán giả: 2,176 Trọng tài: Kevin Clancy |  |

| 30 tháng 11 năm 2013 | Stenhousemuir                 | 3 – 0      | Fraserburgh | Ochilview Park, Stenhousemuir               |  |
| 15:00                | McNeil 63', 88' · Douglas 90' | BBC Report |             | Lượng khán giả: 487 Trọng tài: Kevin Graham |  |

| 30 tháng 11 năm 2013 | Brechin City                 | 1 – 1      | Forfar Athletic                            | Glebe Park, Brechin                            |  |
| 15:00                | Ewan Moyes 32' · Trouten 53' | BBC Report | Malcolm 6' · Fotheringham 90' · Baxter 90' | Lượng khán giả: 724 Trọng tài: John McKendrick |  |

| 30 tháng 11 năm 2013 | Alloa Athletic                             | 3 – 2      | Stirling Albion      | Recreation Park, Alloa                           |  |
| 15:00                | McCord 51' (ph.đ.) · Holmes 59' · Marr 90' | BBC Report | White 10' · Weir 90' | Lượng khán giả: 1,278 Trọng tài: Stevie O'Reilly |  |

| 30 tháng 11 năm 2013 | Ross County | 0 – 1      | Hibernian    | Victoria Park, Dingwall                        |  |
| 15:00                |             | BBC Report | Handling 31' | Lượng khán giả: 2,213 Trọng tài: Craig Thomson |  |

| 30 tháng 11 năm 2013 | Dundee | 0 – 1      | Raith Rovers     | Dens Park, Dundee                              |  |
| 15:00                |        | BBC Report | Irvine 8' (l.n.) | Lượng khán giả: 3,184 Trọng tài: Steven McLean |  |

| 30 tháng 11 năm 2013 | St Johnstone              | 2 – 0      | Livingston | McDiarmid Park, Perth                          |  |
| 15:00                | tháng Năm 24' · Jahic 62' | BBC Report |            | Lượng khán giả: 2,294 Trọng tài: Andrew Dallas |  |

| 1 tháng 12 năm 2013 | Partick Thistle | 0 – 1      | Aberdeen     | Firhill Stadium, Glasgow                      |  |
| 12:45               |                 | BBC Report | Considine 5' | Lượng khán giả: 3,642 Trọng tài: Bobby Madden |  |

| 1 tháng 12 năm 2013 | Heart of Midlothian | 0 − 7      | Celtic                                                                  | Tynecastle Stadium, Edinburgh                    |  |
| 15:00               |                     | BBC Report | Commons 3', 21', 59' (ph.đ.) · Brown 34', 75' · Ledley 42' · Lustig 44' | Lượng khán giả: 10,636 Trọng tài: William Collum |  |

| 30 tháng 11 năm 2013 | Ayr United | 1 – 1      | Dunfermline Athletic | Somerset Park, Ayr                              |  |
| 15:00                | Donald 59' | BBC Report | Geggan 14'           | Lượng khán giả: 1,391 Trọng tài: Stephen Finnie |  |

| 30 tháng 11 năm 2013 | Inverness Caledonian Thistle                          | 4 – 0      | Greenock Morton | Caledonian Stadium, Inverness |  |
| 15:00                | Ross 45' (ph.đ.) · McKay 71', 90' · Doran 90' (ph.đ.) | BBC Report |                 | Trọng tài: Don Robertson      |  |

### Đấu lại
| 4 tháng 12 năm 2013 | Dunfermline Athletic | 1 – 0      | Ayr United | East End Park, Dunfermline                      |  |
| 19:45               | Ry. Thomson 60'      | BBC Report |            | Lượng khán giả: 1,932 Trọng tài: Stephen Finnie |  |

| 10 tháng 12 năm 2013 | Stranraer                                               | 4 – 1      | Clyde    | Stair Park, Stranraer                    |  |
| 19:45                | Stirling 60' · McKeown 61' · Longworth 88' · Grehan 90' | BBC Report | Watt 54' | Lượng khán giả: 454 Trọng tài: Alan Muir |  |

| 10 tháng 12 năm 2013 | St Mirren                              | 3 – 0      | Queen of the South | St Mirren Park, Paisley                      |  |
| 19:45                | Harkins 19' · Thompson 74' · Kelly 87' | BBC Report |                    | Lượng khán giả: 2,775 Trọng tài: John Beaton |  |

| 10 tháng 12 năm 2013                       | Forfar Athletic                 | 3 – 3 (s.h.p.) (4 – 3 p)             | Brechin City                                    | Station Park, Forfar                           |  |
| 19:45                                      | Templeman 19', 108' · Malin 85' | BBC Report                           | A.Jackson 7' · Trouten 50' (ph.đ.) · Walker 95' | Lượng khán giả: 811 Trọng tài: John McKendrick |  |
|                                            |                                 | Loạt sút luân lưu                    |                                                 |                                                |  |
| McManus · Malin · Fusco · Campbell · Smith |                                 | Brown · S. Jackson · Trouten · Hay · |                                                 |                                                |  |

## Vòng Năm
Lễ bốc thăm vòng Năm diễn ra vào ngày 2 tháng 12 năm 2013 lúc 2:00pm tại Hampden Park trực tiếp trên Sky Sports News.
Đương kim vô địch Celtic bị loại bởi Aberdeen ngày 8 tháng Hai.
| 7 tháng 2 năm 2014 | Rangers                             | 4 – 0  | Dunfermline Athletic | Ibrox Stadium, Glasgow                         |  |
| 19:30              | Shiels 8', 24', 47' · Templeton 37' | Report |                      | Lượng khán giả: 19,396 Trọng tài: Bobby Madden |  |

| 8 tháng 2 năm 2014 | Celtic    | 1 – 2  | Aberdeen                   | Celtic Park, Glasgow                             |  |
| 12:45              | Stokes 8' | Report | Anderson 38' · Pawlett 50' | Lượng khán giả: 30,413 Trọng tài: William Collum |  |

| 8 tháng 2 năm 2014 | Hibernian                  | 2 – 3  | Raith Rovers                      | Easter Road, Edinburgh                          |  |
| 14:00              | Stanton 14' · Nelson 45+2' | Report | Moon 6' · Hill 45' · Anderson 62' | Lượng khán giả: 10,503 Trọng tài: Steven McLean |  |

| 8 tháng 2 năm 2014 | Alloa Athletic | 0 – 1  | Dumbarton | Recreation Park, Alloa                      |  |
| 15:00              |                | Report | Nish 31'  | Lượng khán giả: 749 Trọng tài: Calum Murray |  |

| 8 tháng 2 năm 2014 | Stranraer                          | 2 – 2  | Inverness Caledonian Thistle | Stair Park, Stranraer                       |  |
| 15:00              | Grehan 45' (ph.đ.) · Longworth 72' | Report | Doran 40' · McKay 74'        | Lượng khán giả: 722 Trọng tài: Kevin Clancy |  |

| 8 tháng 2 năm 2014 | Albion Rovers                     | 2 – 0  | Stenhousemuir | Cliftonhill, Coatbridge                     |  |
| 15:00              | McMillan 24' (l.n.) · Philips 67' | Report |               | Lượng khán giả: 748 Trọng tài: Brian Colvin |  |

| 8 tháng 2 năm 2014 | Forfar Athletic | 0 – 4  | St Johnstone                                        | Station Park, Forfar                         |  |
| 15:00              |                 | Report | Croft 27' · Wright 42' · O'Halloran 64' · Dunne 80' | Lượng khán giả: 1,803 Trọng tài: John Beaton |  |

| 9 tháng 2 năm 2014 | Dundee United          | 2 – 1  | St Mirren          | Tannadice Park, Dundee                         |  |
| 12:00              | Gauld 21' · Çiftçi 51' | Report | McLean 26' (ph.đ.) | Lượng khán giả: 4,952 Trọng tài: Craig Thomson |  |

### Đấu lại
| 18 tháng 2 năm 2014 | Inverness Caledonian Thistle | 2 – 0  | Stranraer | Caledonian Stadium, Inverness              |  |
| 19:45               | Ross 3' · Doran 90'          | Report |           | Lượng khán giả: 1,458 Trọng tài: Alan Muir |  |

## Tứ kết
Lễ bốc thăm tứ kết diễn ra vào ngày 9 tháng 2 năm 2014 tại Tannadice Park trực tiếp trên Sky Sports 2.
| 8 tháng 3 năm 2014 | Raith Rovers | 1 – 3  | St Johnstone                                 | Stark's Park, Kirkcaldy                        |  |
| 12:15              | Cardle 21'   | Report | McDonald 4' · Hasselbaink 49' · Anderson 79' | Lượng khán giả: 3,767 Trọng tài: Craig Thomson |  |

| 8 tháng 3 năm 2014 | Aberdeen   | 1 – 0  | Dumbarton | Pittodrie Stadium, Aberdeen                    |  |
| 15:00              | Rooney 53' | Report |           | Lượng khán giả: 10,600 Trọng tài: Kevin Clancy |  |

| 9 tháng 3 năm 2014 | Inverness CT             | 0 – 5  | Dundee United                                                             | Caledonian Stadium, Inverness                  |  |
| 12:30              | Tansey 44' · Watkins 72' | Report | Çiftçi 16', 28' · Gunning 36' (ph.đ.) · Mackay-Steven 49' · Armstrong 57' | Lượng khán giả: 3,164 Trọng tài: Willie Collum |  |

| 9 tháng 3 năm 2014 | Rangers    | 1 – 1  | Albion Rovers | Ibrox Stadium, Glasgow                        |  |
| 15:30              | Mohsni 78' | Report | Donnelly 14'  | Lượng khán giả: 23,976 Trọng tài: John Beaton |  |

### Đấu lại
| 17 tháng 3 năm 2014 | Albion Rovers | 0 – 2  | Rangers             | New Douglas Park, Hamilton                   |  |
| 19:45               |               | Report | Aird 18' · Daly 57' | Lượng khán giả: 5,354 Trọng tài: John Beaton |  |

## Bán kết
Lễ bốc thăm bán kết diễn ra vào ngày 9 tháng 3 năm 2014 tại Ibrox Stadium trực tiếp trên Sky Sports 1.
| 12 tháng 4 năm 2014 | Rangers   | 1–3    | Dundee United                                  | Ibrox Stadium, Glasgow                         |  |
| 12:45               | Smith 42' | Report | Armstrong 23' · Mackay-Steven 36' · Çiftçi 83' | Lượng khán giả: 41,059 Trọng tài: Bobby Madden |  |

| 13 tháng 4 năm 2014 | St Johnstone       | 2–1    | Aberdeen   | Ibrox Stadium, Glasgow                          |  |
| 12:45               | tháng Năm 61', 84' | Report | McGinn 15' | Lượng khán giả: 19,057 Trọng tài: Willie Collum |  |

## Chung kết
| St Johnstone                 | 2−0    | Dundee United |
| ---------------------------- | ------ | ------------- |
| Anderson 45+1' · MacLean 84' | Report |               |

## Phủ sóng truyền thông
Từ vòng Bốn trở đi, các trận đấu được lựa chọn từ Cúp quốc gia Scotland được truyền hình trực tiếp ở Ireland và Vương quốc Liên hiệp Anh và Bắc Ireland bởi BBC Scotland và Sky Sports. BBC Scotland có quyền lựa chọn phát sóng một trận mỗi vòng và Sky Sports phát sóng hai trận mỗi vòng cùng một trận đấu lại. Cả hai kênh đều phát sóng trực tiếp trận chung kết.
Các trận đấu sau được truyền hình trực tiếp.
| Vòng      | Sky Sports                                                                 | BBC Scotland                    |
| --------- | -------------------------------------------------------------------------- | ------------------------------- |
| Vòng Bốn  | Falkirk vs Rangers Partick Thistle vs Aberdeen                             | Hearts vs Celtic                |
| Vòng Năm  | Celtic vs Aberdeen Dundee United vs St Mirren                              | Rangers vs Dunfermline Athletic |
| Tứ kết    | Raith Rovers vs St Johnstone Rangers vs Albion Rovers vs Rangers (Đấu lại) | Inverness CT vs Dundee United   |
| Bán kết   | Rangers vs Dundee United St Johnstone vs Aberdeen                          | St Johnstone vs Aberdeen        |
| Chung kết | St Johnstone vs Dundee United                                              | St Johnstone vs Dundee United   |